# Лаувіль
Лаувіль (нім. Lauwil) — громада  в Швейцарії в кантоні Базель-Ланд, округ Вальденбург.

## Географія
Громада розташована на відстані близько 55 км на північ від Берна, 12 км на південний захід від Лісталя.
Лаувіль має площу 7,3 км², з яких на 2,5% дозволяється будівництво (житлове та будівництво доріг), 47,7% використовуються в сільськогосподарських цілях, 49,6% зайнято лісами, 0,3% не є продуктивними (річки, льодовики або гори).

## Демографія
2019 року в громаді мешкало 315 осіб (-5,1% порівняно з 2010 роком), іноземців було 7%. Густота населення становила 43 осіб/км².
За віковим діапазоном населення розподілялося таким чином: 21,3% — особи молодші 20 років, 58,4% — особи у віці 20—64 років, 20,3% — особи у віці 65 років та старші. Було 132 помешкань (у середньому 2,3 особи в помешканні).
Із загальної кількості 89 працюючих 22 було зайнятих в первинному секторі, 30 — в обробній промисловості, 37 — в галузі послуг.